# Otto Neudeck
Otto Neudeck (* 1959 in München) ist ein deutscher Germanist mit dem Schwerpunkt germanistische Mediävistik.

## Leben
Er studierte Germanistik und Geschichte in München mit den Abschlüssen Magister und Staatsexamen. Nach der Promotion 1989 und der Habilitation 2001 war er Journalist bei Publikumszeitschriften; Medienreferent, Wissenschaftlicher Mitarbeiter der LMU, Lehrer an einem bayerischen Gymnasium und außerplanmäßiger Professor für Germanistische Mediävistik. 
Seine Forschungsschwerpunkte sind Narratologie, Fiktionstheorie, historische Anthropologie und Didaktik der deutschen Sprache und Literatur des Mittelalters für Universität und Schule.

## Schriften (Auswahl)
- Continuum historiale. Zur Synthese von tradierter Geschichtsauffassung und Gegenwartserfahrung im „Reinfried von Braunschweig“. Diss. München 1989, Frankfurt 1989.
- Erzählen von Kaiser Otto. Zur Fiktionalisierung von Geschichte in mittelhochdeutscher Literatur. Habil. München 2000, Köln 2003.
- mit Bernhard Jahn (Hg.): Tierepik und Tierallegorese. Studien zur Poetologie und historischen Anthropologie vormoderner Literatur. Frankfurt 2004.
- mit Ludger Lieb (Hg.): Triviale Minne? Konventionalität und Trivialisierung in spätmittelalterlichen Minnereden. Berlin 2006.